# Freestyleskiën op de Olympische Winterspelen 2010 - Ski cross vrouwen
De Ski cross voor vrouwen tijdens de Olympische Winterspelen 2010 vond plaats op woensdag 23 februari in Cypress Mountain. Het onderdeel ski cross maakte zijn debuut op de Olympische Spelen.

## Uitslagen

### Kwalificatie
| #  | Bib | Naam                     | Land             | Tijd    | Opm. |
| -- | --- | ------------------------ | ---------------- | ------- | ---- |
| 1  | 11  | Anna Holmlund            | Zweden           | 1:17.15 | Q    |
| 2  | 16  | Ashleigh McIvor          | Canada           | 1:17.17 | Q    |
| 3  | 6   | Fanny Smith              | Zwitserland      | 1:17.38 | Q    |
| 4  | 7   | Kelsey Serwa             | Canada           | 1:17.94 | Q    |
| 5  | 28  | Hedda Berntsen           | Noorwegen        | 1:17.96 | Q    |
| 6  | 5   | Ophélie David            | Frankrijk        | 1:18.14 | Q    |
| 7  | 20  | Anna Wörner              | Duitsland        | 1:18.45 | Q    |
| 8  | 1   | Karin Huttary            | Oostenrijk       | 1:18.84 | Q    |
| 9  | 12  | Katrin Müller            | Zwitserland      | 1:18.92 | Q    |
| 10 | 10  | Danielle Poleschuk       | Canada           | 1:19.02 | Q    |
| 11 | 19  | Magdalena Iljans         | Zweden           | 1:19.05 | Q    |
| 12 | 4   | Marte Hoeie Gjefsen      | Noorwegen        | 1:19.30 | Q    |
| 13 | 13  | Marion Josserand         | Frankrijk        | 1:19.42 | Q    |
| 14 | 14  | Julia Murray             | Canada           | 1:19.54 | Q    |
| 15 | 25  | Jenny Owens              | Australië        | 1:19.80 | Q    |
| 16 | 8   | Sasa Faric               | Slovenië         | 1:20.01 | Q    |
| 17 | 27  | Katya Crema              | Australië        | 1:20.19 | Q    |
| 18 | 29  | Julie Jensen             | Noorwegen        | 1:20.23 | Q    |
| 19 | 23  | Heidi Zacher             | Duitsland        | 1:20.35 | Q    |
| 20 | 17  | Sophie Fjellvang-Sølling | Denemarken       | 1:20.41 | Q    |
| 21 | 26  | Noriko Fukushima         | Japan            | 1:20.56 | Q    |
| 22 | 21  | Katrin Ofner             | Oostenrijk       | 1:20.61 | Q    |
| 23 | 18  | Andrea Limbacher         | Oostenrijk       | 1:20.86 | Q    |
| 24 | 2   | Julia Manhard            | Duitsland        | 1:21.10 | Q    |
| 25 | 9   | Katharina Gutensohn      | Oostenrijk       | 1:21.26 | Q    |
| 26 | 32  | Karolina Riemen          | Polen            | 1:21.36 | Q    |
| 27 | 15  | Gro Kvinlog              | Noorwegen        | 1:21.93 | Q    |
| 28 | 31  | Chloe Georges            | Frankrijk        | 1:22.03 | Q    |
| 29 | 22  | Franziska Steffen        | Zwitserland      | 1:22.32 | Q    |
| 30 | 24  | Michelle Greig           | Nieuw-Zeeland    | 1:22.52 | Q    |
| 31 | 33  | Rocío Delgado            | Spanje           | 1:22.67 | Q    |
| 32 | 30  | Yulia Livinskaya         | Rusland          | 1:22.83 | Q    |
| 33 | 35  | Ruxandra Nedelcu         | Roemenië         | 1:23.04 |      |
| 34 | 34  | Sarah Sauvey             | Groot-Brittannië | 1:24.52 |      |
| 35 | 3   | Sanna Luedi              | Zwitserland      | 1:32.87 |      |

### Knockoutronde

#### 1/8 finale
De beste 32 skiesters uit de kwalificatie kwalificeerden zich voor de knockoutronde. Vanaf hier ging het toernooi verder met viermans knockout races, de eerste twee gingen telkens door naar de volgende ronde.
Heat 1
| # | Bib | Naam             | Land | Opm. |
| - | --- | ---------------- | ---- | ---- |
| 1 | 1   | Anna Holmlund    | SWE  | Q    |
| 2 | 16  | Sasa Faric       | SLO  | Q    |
| 3 | 24  | Julia Manhard    | GER  |      |
| 4 | 32  | Yulia Livinskaya | RUS  | DNF  |

Heat 2
| # | Bib | Naam                | Land | Opm. |
| - | --- | ------------------- | ---- | ---- |
| 1 | 8   | Karin Huttary       | AUT  | Q    |
| 2 | 17  | Katya Crema         | AUS  | Q    |
| 3 | 25  | Katharina Gutensohn | AUT  |      |
| 4 | 9   | Katrin Müller       | SUI  | DNF  |

Heat 3
| # | Bib | Naam             | Land | Opm. |
| - | --- | ---------------- | ---- | ---- |
| 1 | 6   | Ophélie David    | FRA  | Q    |
| 2 | 11  | Magdalena Iljans | SWE  | Q    |
| 3 | 27  | Gro Kvinlog      | NOR  |      |
| 4 | 19  | Heidi Zacher     | GER  |      |

Heat 4
| # | Bib | Naam              | Land | Opm. |
| - | --- | ----------------- | ---- | ---- |
| 1 | 4   | Kelsey Serwa      | CAN  | Q    |
| 2 | 13  | Marion Josserand  | FRA  | Q    |
| 3 | 21  | Noriko Fukushima  | JPN  |      |
| 4 | 29  | Franziska Steffen | SUI  | DNF  |

Heat 5
| # | Bib | Naam           | Land | Opm. |
| - | --- | -------------- | ---- | ---- |
| 1 | 3   | Fanny Smith    | SUI  | Q    |
| 2 | 14  | Julia Murray   | CAN  | Q    |
| 3 | 22  | Katrin Ofner   | AUT  |      |
| 4 | 30  | Michelle Greig | NZL  |      |

Heat 6
| # | Bib | Naam                     | Land | Opm. |
| - | --- | ------------------------ | ---- | ---- |
| 1 | 5   | Hedda Berntsen           | NOR  | Q    |
| 2 | 12  | Marte Hoeie Gjefsen      | NOR  | Q    |
| 3 | 20  | Sophie Fjellvang-Sølling | DEN  |      |
| 4 | 28  | Chloe Georges            | FRA  |      |

Heat 7
| # | Bib | Naam               | Land | Opm. |
| - | --- | ------------------ | ---- | ---- |
| 1 | 18  | Julie Jensen       | NOR  | Q    |
| 2 | 26  | Karolina Riemen    | POL  | Q    |
| 3 | 10  | Danielle Poleschuk | CAN  |      |
| 4 | 7   | Anna Wörner        | GER  | DNF  |

Heat 8
| # | Bib | Naam             | Land | Opm. |
| - | --- | ---------------- | ---- | ---- |
| 1 | 2   | Ashleigh McIvor  | CAN  | Q    |
| 2 | 15  | Jenny Owens      | AUS  | Q    |
| 3 | 31  | Rocío Delgado    | ESP  |      |
| 4 | 23  | Andrea Limbacher | AUT  | DNF  |

#### Kwartfinales
Heat 1
| # | Bib | Naam          | Land | Opm. |
| - | --- | ------------- | ---- | ---- |
| 1 | 8   | Karin Huttary | AUT  | Q    |
| 2 | 1   | Anna Holmlund | SWE  | Q    |
| 3 | 17  | Katya Crema   | AUS  |      |
| 4 | 16  | Sasa Faric    | SLO  |      |

Heat 2
| # | Bib | Naam             | Land | Opm. |
| - | --- | ---------------- | ---- | ---- |
| 1 | 4   | Kelsey Serwa     | CAN  | Q    |
| 2 | 13  | Marion Josserand | FRA  | Q    |
| 3 | 11  | Magdalena Iljans | SWE  | DNF  |
| 4 | 6   | Ophélie David    | FRA  | DNF  |

Heat 3
| # | Bib | Naam                | Land | Opm. |
| - | --- | ------------------- | ---- | ---- |
| 1 | 5   | Hedda Berntsen      | NOR  | Q    |
| 2 | 3   | Fanny Smith         | SUI  | Q    |
| 3 | 12  | Marte Hoeie Gjefsen | NOR  |      |
| 4 | 14  | Julia Murray        | CAN  |      |

Heat 4
| # | Bib | Naam            | Land | Opm. |
| - | --- | --------------- | ---- | ---- |
| 1 | 2   | Ashleigh McIvor | CAN  | Q    |
| 2 | 18  | Julie Jensen    | NOR  | Q    |
| 3 | 15  | Jenny Owens     | AUS  |      |
| 4 | 26  | Karolina Riemen | POL  |      |

#### Halve finales
Heat 1
| # | Bib | Naam             | Land | Opm. |
| - | --- | ---------------- | ---- | ---- |
| 1 | 8   | Karin Huttary    | AUT  | Q    |
| 2 | 13  | Marion Josserand | FRA  | Q    |
| 3 | 4   | Kelsey Serwa     | CAN  |      |
| 4 | 1   | Anna Holmlund    | SWE  |      |

Heat 2
| # | Bib | Naam            | Land | Opm. |
| - | --- | --------------- | ---- | ---- |
| 1 | 5   | Hedda Berntsen  | NOR  | Q    |
| 2 | 2   | Ashleigh McIvor | CAN  | Q    |
| 3 | 3   | Fanny Smith     | SUI  |      |
| 4 | 18  | Julie Jensen    | NOR  |      |

#### Finales

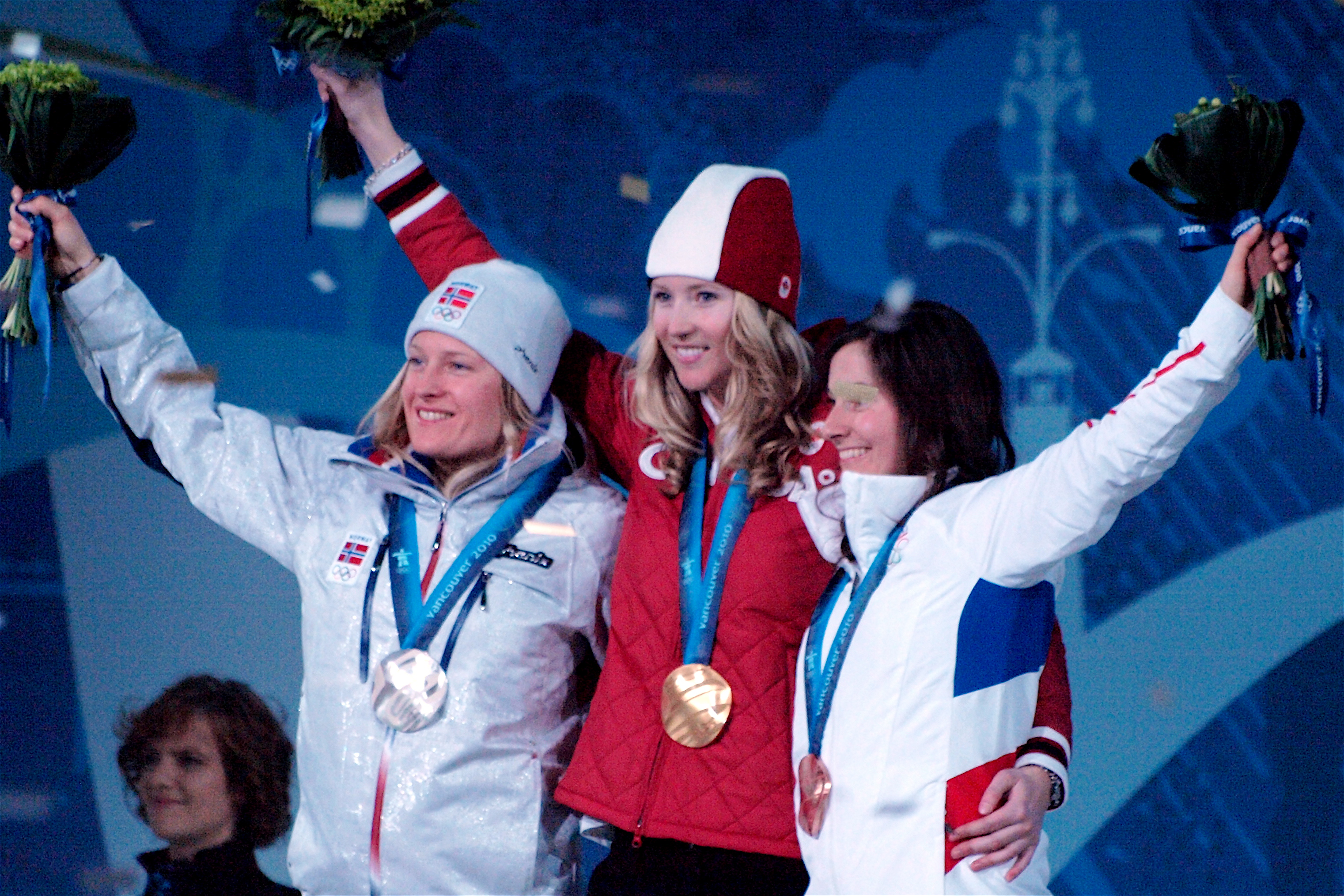
Van links naar rechts: Hedda Berntsen (zilver), Ashleigh McIvor (goud) en Marion Josserand (brons).

Grote finale
| #      | Bib | Naam             | Land | Opm. |
| ------ | --- | ---------------- | ---- | ---- |
| Goud   | 2   | Ashleigh McIvor  | CAN  |      |
| Zilver | 5   | Hedda Berntsen   | NOR  |      |
| Brons  | 13  | Marion Josserand | FRA  |      |
| 4      | 8   | Karin Huttary    | AUT  |      |

Kleine finale
| # | Bib | Naam          | Land | Opm. |
| - | --- | ------------- | ---- | ---- |
| 5 | 4   | Kelsey Serwa  | CAN  |      |
| 6 | 1   | Anna Holmlund | SWE  |      |
| 7 | 3   | Fanny Smith   | SUI  |      |
| 8 | 18  | Julie Jensen  | NOR  |      |